# Rubén Botta
Rubén Alejandro Botta Montero (San Juan, 31 gennaio 1990) è un calciatore argentino, centrocampista o attaccante del Talleres di Córdoba..

## Caratteristiche
È un attaccante rapido e abile nel dribbling; può essere impiegato anche come ala in un 4-3-3.

## Carriera
Cresciuto calcisticamente nelle giovanili del Boca Juniors, nel 2009 viene acquistato dal Tigre debuttando nello stesso anno proprio contro gli Xeneizes, sua ex squadra. Un mese più tardi, esattamente l'11 aprile, in occasione della partita di campionato contro i Newell's Old Boys, rimedia la sua prima ammonizione in carriera. Il 3 febbraio 2013, a distanza di 4 anni dal suo debutto in prima squadra, realizza la sua prima rete in campionato durante l'incontro giocato con l'Independiente.
Durante gli ottavi di finale della Coppa Libertadores, disputati a fine aprile, ha rimediato la rottura del legamento crociato e del menisco esterno del ginocchio sinistro, con tempi di recupero previsti entro 6 mesi. In totale con la maglia del Tigre ha disputato 77 partite segnando 10 gol.
Il 1º maggio 2013 subisce un intervento al ginocchio per la ricostruzione del legamento crociato. Alcuni giorni dopo, passa all'Inter a parametro zero e nel mese di luglio si aggrega al ritiro estivo. Ad agosto, la società lo gira in prestito al Livorno per lasciare libero uno slot di mercato per gli extracomunitari. Non colleziona alcuna presenza in amaranto e nel gennaio 2014 rientra, a titolo definitivo, in nerazzurro.
Esordisce il 9 gennaio, in Coppa Italia contro l'Udinese. Quattro giorni più tardi, debutta anche in Serie A contro il Chievo.
Esordisce anche in Europa League, giocando nei play-off, prima di essere ceduto in prestito proprio ai mussi. Il 15 dicembre riceve la prima espulsione nel campionato italiano, contro la sua ex squadra, a 10' dall'ingresso in campo.
Il 4 luglio 2015 viene ufficializzato il trasferimento a titolo definitivo al Pachuca per una somma pari a 2.7 milioni di euro.
Due anni più tardi torna in Argentina accasandosi al San Lorenzo. Dopo una breve parentesi al Defensa y Justicia di Hernán Crespo, nell’ottobre del 2020 firma per la Sambenedettese in Serie C collezionando 31 presenze, 8 gol e altrettanti assist.
Il 12 agosto 2021 firma un contratto biennale con il Bari, sempre in C. Il 26 settembre segna la sua prima rete con i pugliesi, nel pareggio casalingo con la Paganese (1-1). A fine stagione ottiene la promozione in serie B grazie alla vittoria del girone C, cui Botta contribuisce con 4 reti. Esordisce nel campionato cadetto il 12 agosto 2022 nel pareggio in casa del Parma, mentre il 27 novembre segna il suo primo goal in B, nel pareggio in casa del Como per 1-1.
Svincolatosi dal Bari, nel luglio 2023 torna in Argentina e firma per il Colon.

## Statistiche
Statistiche aggiornate al 19 marzo 2025.
| Stagione            | Squadra             | Campionato          | Campionato | Campionato | Coppe nazionali | Coppe nazionali | Coppe nazionali | Coppe continentali | Coppe continentali | Coppe continentali | Altre coppe | Altre coppe | Altre coppe | Totale | Totale |
| Stagione            | Squadra             | Comp                | Pres       | Reti       | Comp            | Pres            | Reti            | Comp               | Pres               | Reti               | Comp        | Pres        | Reti        | Pres   | Reti   |
| ------------------- | ------------------- | ------------------- | ---------- | ---------- | --------------- | --------------- | --------------- | ------------------ | ------------------ | ------------------ | ----------- | ----------- | ----------- | ------ | ------ |
| 2008-2009           | Tigre               | PD                  | 2          | 0          | -               | -               | -               | -                  | -                  | -                  | -           | -           | -           | 2      | 0      |
| 2009-2010           | Tigre               | PD                  | 9          | 0          | -               | -               | -               | -                  | -                  | -                  | -           | -           | -           | 9      | 0      |
| 2010-2011           | Tigre               | PD                  | 23         | 0          | -               | -               | -               | -                  | -                  | -                  | -           | -           | -           | 23     | 0      |
| 2011-2012           | Tigre               | PD                  | 7          | 0          | CA              | 4               | 0               | CS                 | 8                  | 2                  | -           | -           | -           | 19     | 2      |
| 2012-2013           | Tigre               | PD                  | 20         | 5          | CA              | 0               | 0               | CL                 | 9                  | 4                  | -           | -           | -           | 29     | 9      |
| Totale Tigre        | Totale Tigre        | Totale Tigre        | 61         | 5          |                 | 4               | 0               |                    | 17                 | 6                  |             | -           | -           | 82     | 11     |
| 2013-gen. 2014      | Livorno             | A                   | 0          | 0          | CI              | 0               | 0               | -                  | -                  | -                  | -           | -           | -           | 0      | 0      |
| gen.-giu. 2014      | Inter               | A                   | 10         | 0          | CI              | 1               | 0               | -                  | -                  | -                  | -           | -           | -           | 11     | 0      |
| ago. 2014           | Inter               | A                   | 0          | 0          | CI              | 0               | 0               | UEL                | 1                  | 0                  | -           | -           | -           | 1      | 0      |
| Totale Inter        | Totale Inter        | Totale Inter        | 10         | 0          |                 | 1               | 0               |                    | 1                  | 0                  |             | -           | -           | 12     | 0      |
| 2014-2015           | Chievo              | A                   | 21         | 0          | CI              | 0               | 0               | -                  | -                  | -                  | -           | -           | -           | 21     | 0      |
| 2015-2016           | Pachuca             | LMX                 | 32         | 4          | CMX             | 4               | 0               | -                  | -                  | -                  | CdC         | 1           | 0           | 37     | 4      |
| 2016-gen. 2017      | Pachuca             | LMX                 | 14         | 4          | CMX             | 0               | 0               | CCL                | 1                  | 2                  | -           | -           | -           | 15     | 6      |
| Totale Pachuca      | Totale Pachuca      | Totale Pachuca      | 46         | 8          |                 | 4               | 0               |                    | 1                  | 2                  |             | 1           | 0           | 52     | 10     |
| gen.-giu. 2017      | San Lorenzo         | PD                  | 16         | 0          | CA              | 0               | 0               | CL                 | 8                  | 1                  | -           | -           | -           | 24     | 1      |
| 2017-2018           | San Lorenzo         | PD                  | 21         | 3          | CA              | 4               | 0               | CS                 | 5                  | 0                  | -           | -           | -           | 30     | 3      |
| 2018-2019           | San Lorenzo         | PD                  | 18         | 2          | CA+CdS          | 0+3             | 0               | CL                 | 1                  | 0                  | -           | -           | -           | 22     | 2      |
| 2019-gen. 2020      | San Lorenzo         | PD                  | 1          | 0          | CA              | 0               | 0               | -                  | -                  | -                  | -           | -           | -           | 1      | 0      |
| Totale San Lorenzo  | Totale San Lorenzo  | Totale San Lorenzo  | 56         | 5          |                 | 7               | 0               |                    | 14                 | 1                  |             | -           | -           | 77     | 6      |
| gen.-ott. 2020      | Defensa y Justicia  | PD                  | 7          | 1          | CA              | 0               | 0               | CS                 | 2                  | 0                  | -           | -           | -           | 9      | 1      |
| 2020-2021           | Sambenedettese      | C                   | 30+1       | 8          | CI              | 0               | 0               | -                  | -                  | -                  | -           | -           | -           | 31     | 8      |
| 2021-2022           | Bari                | C                   | 25         | 4          | CI-C            | 1               | 0               | -                  | -                  | -                  | SC-C        | 1           | 0           | 27     | 4      |
| 2022-2023           | Bari                | B                   | 25+2       | 2          | CI              | 3               | 1               | -                  | -                  | -                  | -           | -           | -           | 30     | 3      |
| Totale Bari         | Totale Bari         | Totale Bari         | 50+2       | 6          |                 | 4               | 1               |                    | -                  | -                  |             | 1           | 0           | 57     | 7      |
| ago.-dic. 2023      | Colón (SF)          | PD                  | 0+1        | 0          | CA+CdL          | 2+14            | 0+3             | -                  | -                  | -                  | -           | -           | -           | 17     | 3      |
| 2024                | Talleres (C)        | PD                  | 21         | 2          | CA+CdL          | 2+13            | 0+2             | CL                 | 7                  | 2                  | -           | -           | -           | 43     | 6      |
| 2025                | Talleres (C)        | PD                  | 10         | 0          | CA              | 1               | 1               | CL                 | 0                  | 0                  | SI          | 1           | 0           | 12     | 1      |
| Totale Talleres (C) | Totale Talleres (C) | Totale Talleres (C) | 31         | 2          |                 | 16              | 3               |                    | 7                  | 2                  |             | 1           | 0           | 55     | 7      |
| Totale carriera     | Totale carriera     | Totale carriera     | 316        | 35         |                 | 52              | 7               |                    | 42                 | 11                 |             | 3           | 0           | 413    | 53     |

## Palmarès

### Club

#### Competizioni nazionali
- Campionato messicano: 1

Pachuca: Clausura 2016
- Serie C: 1

Bari: 2021-2022 (girone C)
- Supercopa Internacional: 1

Talleres: 2023

#### Competizioni internazionali
- CONCACAF Champions League: 1

Pachuca: 2016-2017